# Parco Musashino-no-mori
Il parco Musashino-no-mori (武蔵野の森公園?, Musashino-no-mori kōen) è un parco cittadino situato tra le città di Chōfu, Fuchū e Mitaka, nella metropoli di Tokyo, vicino all'aeroporto di Chōfu.

## Storia
Il parco fu realizzato sul terreno in precedenza appartenuto alla base militare di Chōfu e venne inaugurato il 1º aprile 2000. Dopo uno slittamento di un anno a causa della pandemia di COVID-19, tra il 24 e il 28 luglio 2021 il parco è servito come punto di partenza per le corse in linea di ciclismo su strada dei Giochi della XXXII Olimpiade.

## Caratteristiche
Il parco occupa una superficie totale di 385 750 m². Tra le specie di piante presenti ci sono Pinus densiflora, Cercidiphyllum, Pinophyta e Prunus avium. Il parco possiede anche diverse strutture sportive per calcio, rugby, baseball e tennis.